# رود اوسویاچا
رود اوسویاچا (انگلیسی: Usvyacha) یک رودخانه در استان پسکوف کشور روسیه است.